# Fireflies (Owl City)
Fireflies è il primo singolo del progetto musicale statunitense synthpop Owl City, estratto dall'album Ocean Eyes e pubblicato il 14 luglio 2009 dall'etichetta discografica Universal Republic.

## Descrizione
Scritta e prodotta da Adam Young, la canzone è frutto di una collaborazione con Matt Thiessen, cantante dei Relient K, e il video musicale prodotto per la promozione del brano è stato diretto da Steve Hoover.

## Video musicale
Il video della canzone mostra Adam Young, presumibilmente in una versione giovanile anche se la persona nel video è proprio il cantante, in una camera da letto per bambini. Quest'ultimo suona la canzone con un organo Lowrey. Nella camera sono presenti diversi giocattoli, tra cui alcuni "vintage" o comunque di vecchia fabbricazione. Alla pressione di un tasto, dotato dell'etichetta "magic", da parte di Adam, i giocattoli prendono vita e iniziano a muoversi per la stanza, insieme alle luci e ad una piccola sfera stroboscopica, per poi fermarsi verso la fine del video, in seguito ad un'altra pressione da parte del cantante dello stesso tasto.

## Tracce
CD (Europa)
1. Fireflies – 3:48
2. Hot Air Balloon – 3:35

CD (Stati Uniti)
1. Fireflies – 3:48

## Classifiche
| Classifica (2009/2010) | Posizione massima |
| ---------------------- | ----------------- |
| Italia                 | 1                 |
| Australia              | 1                 |
| Danimarca              | 1                 |
| Regno Unito            | 1                 |
| Svezia                 | 1                 |
| Austria                | 2                 |
| Belgio (Fiandre)       | 2                 |
| Italia                 | 18                |
| Norvegia               | 2                 |
| Nuova Zelanda          | 2                 |
| Repubblica Ceca        | 2                 |
| Paesi Bassi            | 3                 |
| Belgio (Vallonia)      | 4                 |
| Svizzera               | 4                 |
| Finlandia              | 7                 |
| Spagna                 | 33                |

### Classifiche di fine anno
| Classifica (2010) | Posizione |
| ----------------- | --------- |
| Australia         | 6         |
| Belgio (Fiandre)  | 14        |
| Belgio (Vallonia) | 14        |
| Canada            | 26        |
| Europa            | 13        |
| Germania          | 36        |
| Irlanda           | 7         |
| Italia            | 93        |
| Giappone          | 16        |
| Paesi Bassi       | 26        |
| Nuova Zelanda     | 44        |
| Svizzera          | 28        |
| Regno Unito       | 6         |
| USA               | 30        |

## Date di pubblicazione
| Nazione     | Data             | Etichetta          | Formato          |
| ----------- | ---------------- | ------------------ | ---------------- |
| Stati Uniti | 14 luglio 2009   | Universal Republic | digital download |
| Australia   | 9 novembre 2009  | Universal Republic | CD singolo       |
| Regno Unito | 8 gennaio 2010   | Universal Republic | digital download |
| Regno Unito | 22 febbraio 2010 | Universal Republic | CD singolo       |
| Irlanda     | 14 gennaio 2010  | Universal Republic | digital download |
| Polonia     | 16 gennaio 2010  | Universal Republic | CD singolo       |
| Germania    | 22 gennaio 2010  | Universal Republic | CD singolo       |